# Robert Freeman Smith
Robert Freeman Smith (Portland, 16 giugno 1931 – Medford, 21 settembre 2020) è stato un politico statunitense, membro della Camera dei Rappresentanti per lo stato dell'Oregon dal 1983 al 1995 e di nuovo dal 1997 al 1999.

## Biografia
Nato e cresciuto nell'Oregon, Smith lavorò come allevatore per molti anni, finché negli anni sessanta entrò in politica con il Partito Repubblicano e venne eletto all'interno della legislatura statale. Smith vi rimase fino al 1973, quando decise di tornare alla sua vecchia professione.
Nel 1982 si candidò alla Camera dei Rappresentanti e riuscì a vincere le elezioni. Smith venne riconfermato deputato per altri cinque mandati, fino a quando nel 1995 lasciò il Congresso per ritirarsi a vita privata. Venne succeduto dal compagno di partito Wes Cooley, il quale fu coinvolto in alcune polemiche relative a delle dichiarazioni false riguardanti il suo servizio militare. I dirigenti del Partito Repubblicano spinsero Cooley a non presentarsi per la rielezione due anni dopo e convinsero Smith a tornare in politica e a ricandidarsi per il suo vecchio seggio. L'ex deputato venne rieletto facilmente e tornò alla Camera dopo due anni di assenza, ma alla scadenza del mandato decise di lasciare definitivamente la politica e così andò in pensione.